# Guatteria pudica
Guatteria pudica là loài thực vật có hoa thuộc họ Na. Loài này được N.Zamora & Maas mô tả khoa học đầu tiên năm 2000.